# Грбаль (футбольный клуб)
«Грбаль»  — черногорский футбольный клуб, базирующийся в городе Радановичи. Выступает во Второй лиге чемпионата Черногории. Основан в 1970 году. Домашние матчи проводит на стадионе «Грбаль». Главным достижением клуба считается участие в Кубке Интертото 2008, в котором он дошёл до второго раунда.

## Достижения
- Чемпионат Черногории по футболу:
  - Бронзовый призёр (1): 2006/2007
- Кубок Черногории по футболу:
  - Финалист (1): 2016/2017